# Doppiatore
Il doppiatore (al femminile doppiatrice) è l'attore che presta la propria voce a personaggi, persone e ad altri attori nel doppiaggio di film, serie televisive, documentari, cartoni animati e videogiochi e, in generale, di qualunque contenuto audiovisivo che necessiti di una voce attoriale, sia per la sostituzione della voce originale (ad esempio nelle edizioni in lingua straniera) che per personaggi non rappresentati da attori in carne ed ossa, e fa la voce fuori campo di messaggi pubblicitari televisivi e radiofonici.

## Storia

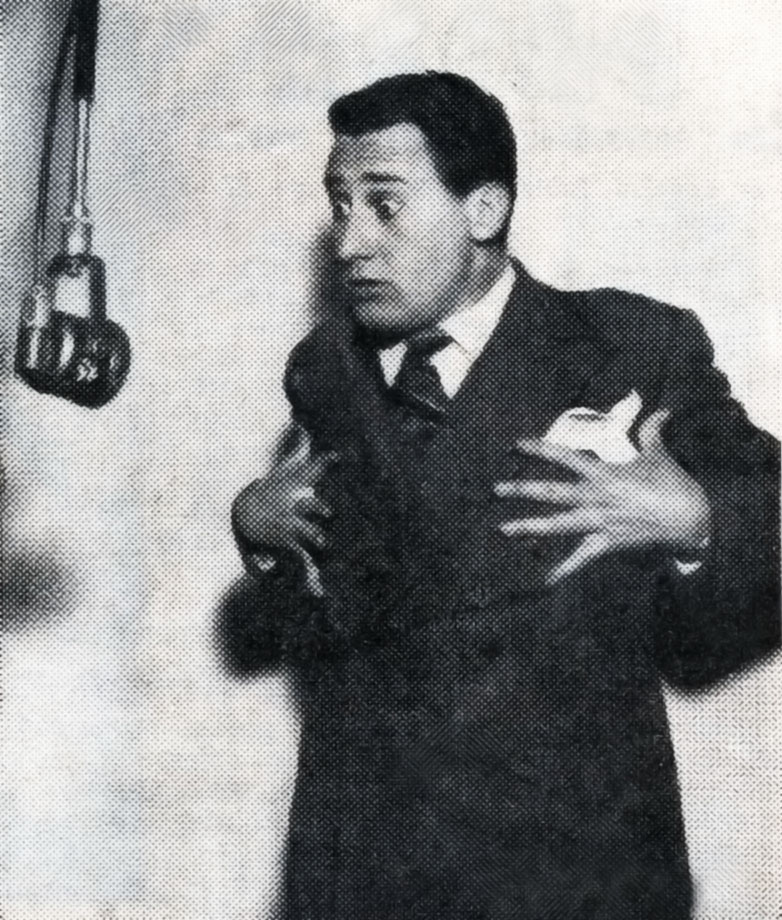
Alberto Sordi, storico doppiatore di Oliver Hardy (Ollio)

In passato si ricorreva frequentemente al doppiatore anche per attori della stessa madrelingua, quando questi non raggiungevano una qualità accettabile nella recitazione o nella dizione; inoltre i registi decidevano di abbinare una voce a un personaggio così come decidevano il costume, il trucco e l'acconciatura, e perfino molti grandi attori italiani (come ad esempio Marcello Mastroianni, Vittorio Gassman, Sophia Loren ed Anna Magnani), furono occasionalmente doppiati. Sebbene sia noto per essere particolarmente utilizzato nel contesto italiano, questo procedimento di doppiaggio interno non è tuttavia inesistente nel resto del mondo: alcuni esempi si riscontrano in opere come Ed Wood di Tim Burton, in cui l'Orson Welles interpretato da Vincent D'Onofrio è doppiato in originale da Maurice LaMarche, che era noto per averne imitato la voce in altri prodotti, nelle produzioni cinematografiche Marvel dedicate ai Vendicatori, in cui Mark Ruffalo è doppiato in originale da Lou Ferrigno nel ruolo di Hulk o ancora il personaggio di Dart Fener della saga di Guerre stellari, doppiato in originale da James Earl Jones. Questa pratica, che particolarmente in Italia ha permesso anche ad attori poco dotati di recitare, venendo utilizzati perché fotogenici e fisicamente giusti per un certo ruolo, grazie alla voce in prestito dal doppiatore, si è ridotta in seguito alla vittoriosa battaglia per il "voce-volto" condotta in particolare da Gian Maria Volonté. Ha tuttavia permesso a grandi autori di improvvisare sul set e finire il film in doppiaggio, dando luogo a capolavori del cinema italiano; un esempio per tutti: Federico Fellini faceva spesso declamare semplici numeri agli attori durante le riprese e costruiva i dialoghi in un secondo momento, completandoli in fase di doppiaggio.

## Caratteristiche
Il doppiaggio può rendersi necessario quando le condizioni circostanziali durante le registrazioni (rumori di fondo, forti riverberi, ecc.), non consentono di registrare un parlato chiaro; in questi casi, generalmente sono gli stessi attori ad auto-doppiarsi.
Strumento principale di lavoro del doppiatore è il microfono, con cui si deve saper rapportare per valorizzare sempre al massimo la sua interpretazione.
Come l'attore nella sua attività viene diretto da un regista, così il doppiatore viene diretto da un direttore del doppiaggio. Questa figura (di solito un doppiatore con maggiore esperienza) si occupa di scegliere i doppiatori e distribuire le parti, di coordinare il lavoro, di cui mantiene sempre una visione globale. Rispetto a un regista però, il direttore del doppiaggio è molto più vincolato a esigenze tecniche-produttive, che non proiettate verso uno sviluppo artistico del lavoro (comunque presente anche se in misura estremamente ridotta).
Il doppiatore viene scelto per una dizione italiana impeccabile: non è infatti ammissibile che si possa localizzare la regione dalla quale proviene il doppiatore dato che un personaggio straniero non può parlare con inflessione dialettale, a meno che non lo preveda la caratterizzazione del singolo personaggio (ad esempio se si interpreta un italiano appena emigrato in America). Il riferimento più consueto è il Dizionario d'ortografia e di pronunzia (DOP), ma rispetto a esso si sono sviluppate delle consuetudini che modificano il DOP rendendolo più simile alla lingua corrente (il cosiddetto "doppiaggese").
Per fare il doppiatore sono dunque necessarie doti particolari: bravi attori di teatro, cinema, televisione o radio non è detto che riescano a essere anche bravi doppiatori e viceversa.
Esistono doppiatori di ogni età, dai 4 ad oltre 80 anni; talvolta i personaggi bambini sono doppiati da donne che hanno l'attitudine a fare la voce da bambino.

## Nel mondo

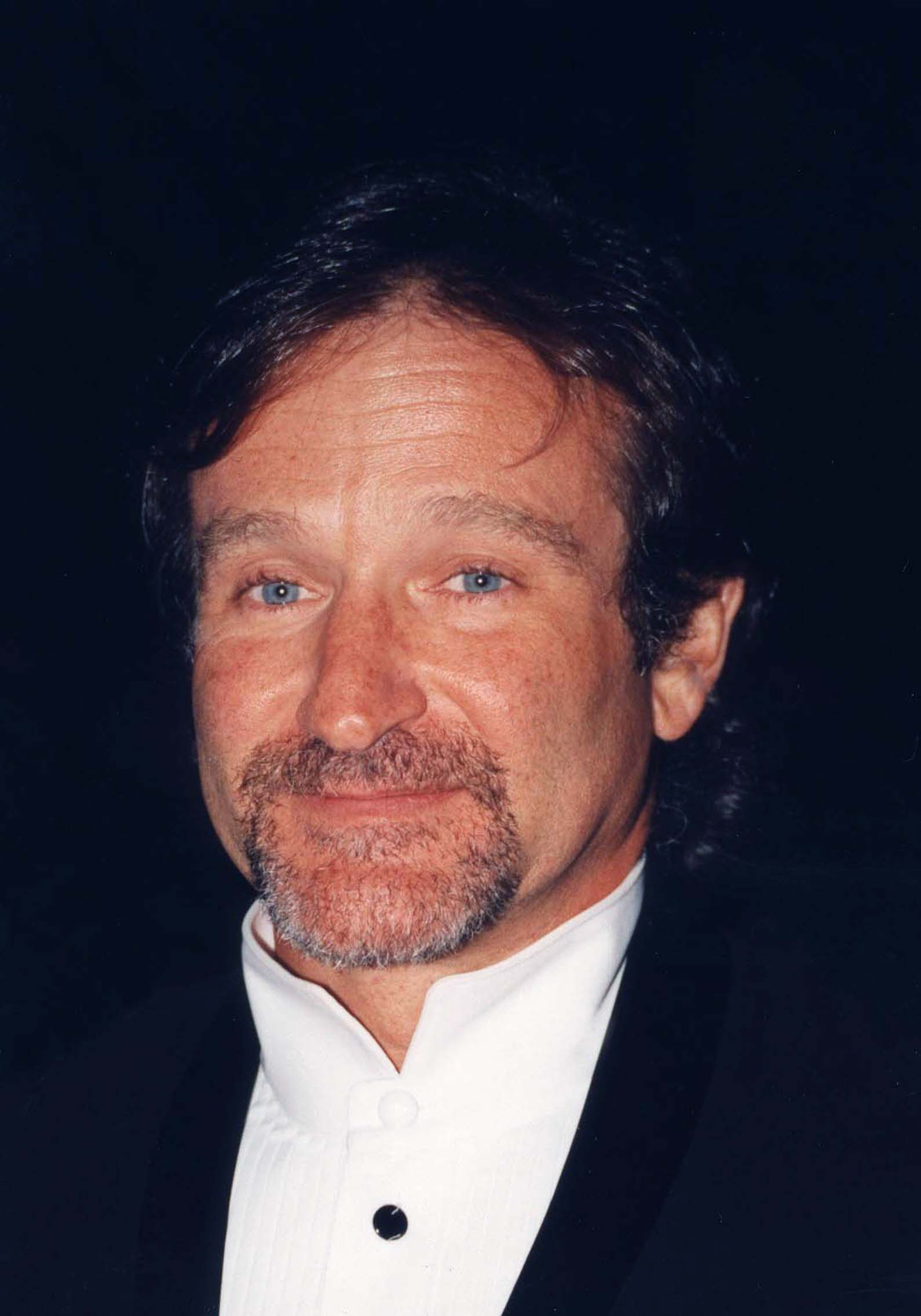
Robin Williams, attore e doppiatore statunitense

Nei paesi anglofoni, il doppiatore (chiamato in inglese voice actor, al femminile voice actress) si occupa di programmi radiofonici e di pubblicità, ma lavora soprattutto al doppiaggio di opere d'animazione. In alcuni casi, quando viene richiesta una parte cantata, è comune affidarla ad un secondo doppiatore specializzato nel canto.

### Nord America
Solitamente, nella storia dell'animazione statunitense, i doppiatori non hanno mai avuto un ruolo riconosciuto pubblicamente, con l'unica eccezione di Mel Blanc, noto per l'eccezionale lavoro svolto nel creare le moltissime voci dei personaggi animati della Warner Bros. e della Hanna-Barbera.
Nel 1967, attori del calibro di Phil Harris, Sebastian Cabot e Louis Prima, prestarono le loro voce al film d'animazione Disney Il libro della giungla; il film, insieme ad Aladdin (a cui lavorò anche Robin Williams nella parte del Genio), portò a una svolta nel mondo del doppiaggio americano e, infatti, da allora molte star e personalità del cinema hollywoodiano si sono prestate al doppiaggio di film d'animazione, surclassando doppiatori di professione.
Diversi doppiatori (tra i quali Billy West), sono molto critici riguardo alla pratica di utilizzare celebrità cinematografiche per film d'animazione. I doppiatori più esperti, in grado di alterare la loro voce per creare personaggi più realistici o particolari, vengono spesso chiamati per seguire gli attori cinematografici nei loro ruoli (assumendo così il ruolo di voice o vocal coach), soprattutto per leggere e fare ripetere le parti agli attori. In questo caso, anche se è l'attore a dare la voce al personaggio, è il voice actor colui che lo ha creato e ha sviluppato la sua personalità attraverso una particolare rappresentazione vocale.

### Giappone

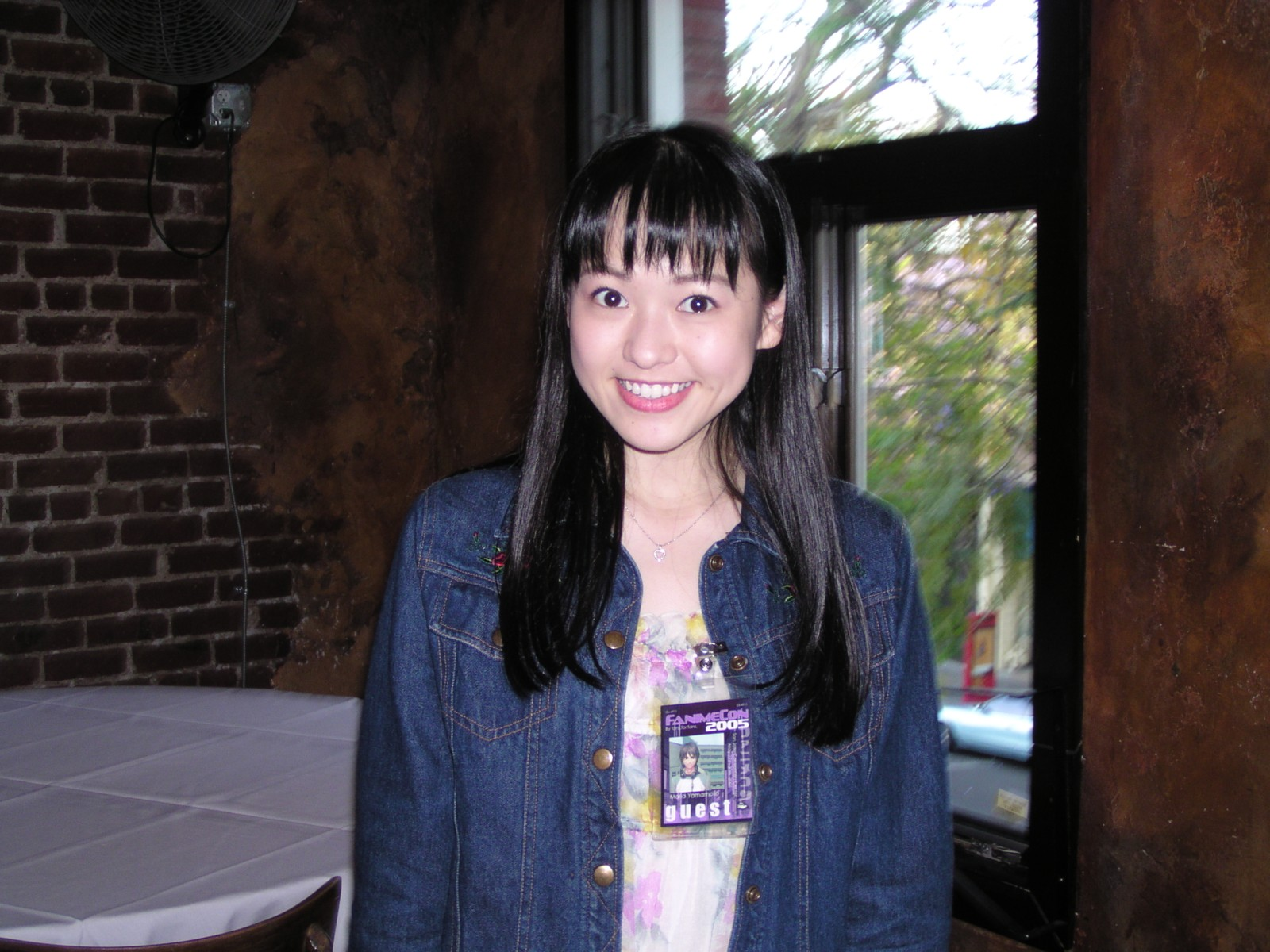
Maria Yamamoto, doppiatrice e cantante giapponese

I doppiatori giapponesi, chiamati seiyū (声優? lett. "voce d'attore") in giapponese, lavorano per la radio, la televisione e il cinema; ma soprattutto per l'industria degli anime e dei videogiochi. Il Giappone produce infatti il 60% delle serie animate nel mondo, rendendo tale lavoro molto proficuo. In Giappone i doppiatori lavorano anche a film o documentari che non sono in lingua giapponese.
Grazie alla popolarità di anime e videogiochi, molti doppiatori ottengono fama nazionale (o anche internazionale), e sono in grado di praticare questa professione senza la necessità di fare lavori secondari. Il Giappone ha diverse istituzioni per preservare questo lavoro, e sono circa 130 le scuole che seguono ed istruiscono i nuovi doppiatori.
Molto spesso, in Giappone doppiatori lavorano anche su parti canore, come le sigle iniziali e finali degli anime a cui lavorano, e spesso partecipano anche alla creazione di drama-CD e image song. Grazie a queste attività, molti di questi doppiatori intraprendono anche la carriera di cantante o di idol.